# Fomboni
Fomboni ist mit 17.291 Einwohnern (Stand: 2017) die drittgrößte Stadt der Komoren. Sie liegt an der Nordküste der Insel Mohéli, deren Haupt- und bevölkerungsreichste Stadt sie ist, geschützt durch ein vorgelagertes Korallenriff. Bei guten Wetterverhältnissen besteht Sichtverbindung zu den anderen Hauptinseln Grande Comore und Anjouan.
Das Stadtbild prägen schlichte, einstöckige Häuser entlang der namenlosen Hauptstraße. Die Stadt verfügt über den einzigen Flughafen der Insel, einen kleinen Hafen mit einfacher Schiffswerft am Strand, eine Poststation, eine Bank, einen gedeckten Markt im Stil einer Moschee, eine staatliche Primärschule, ein Hotel, eine Apotheke, eine Tankstelle, eine Niederlassung der Alliance française, ein Fußballfeld sowie über ein paar kleinere Läden und Herbergen.

## Bevölkerungsentwicklung
- 1980: 05.400[5]
- 1991: 08.615
- 2003: 13.300[6]
- 2005: 14.966
- 2008: 16.041
- 2017: 17.291

## Persönlichkeiten
- Ibrahim Aboubacar (* 1965), französischer Politiker